# Masakazu Katsura
Masakazu Katsura (jap. 桂 正和 Katsura Masakazu; ur. 10 grudnia 1962 w prefekturze Fukui) – japoński mangaka, znany w szczególności z mang Video Girl Ai i I"s.

## Kariera
Debiutował w 1981 r. komiksami Tsubasa oraz Tenkōsei wa Hensōsei!?, stworzonymi na potrzeby konkursu zorganizowanego przez wydawnictwo Shuiesha. Za obie te mangi zdobył także wyróżnienia (w 1980 i 1981 r.) w Jump Comics Tezuka Prize. W 1983 stworzył pierwszą dłuższą mangę – Wingman, która szybko zdobyła popularność, i została w 1984 r. zekranizowana przez Toei Animation pod tytułem Yume Senshi Wingman. W 1989 r., po serii mniej udanych komiksów, w magazynie Shūkan Shōnen Jump ukazał się pierwszy odcinek mangi Video Girl Ai, która przyniosła Masakazu Katsurze międzynarodową sławę i przetłumaczona została na siedem języków. Niemal równie popularna okazała się manga I"s, publikowana w Japonii w latach 1997–2000, a następnie wydana w Hiszpanii, Francji, Argentynie, USA i we Włoszech. Masakazu Katsura był także autorem projektów postaci w anime Tiger & Bunny.

## Twórczość[6]
- Tsubasa, 1981
- Gakuen Buntai 3 Parokan, 1981
- Aki ni Suzumi..., 1982
- Natsu ni Suzumi!, 1982
- Tenkōsei wa Hensōsei!?, 1982
- Wingman, 1983-1985
- Gakuen Buntai 3 Parokan II, 1985
- Voguman, 1985
- Pantenon, 1986
- Vander, 1986
- Present from Lemon, 1987
- Chiisana Akari, 1988
- Video Girl Ai, 1989–1992
- Shadow Lady, 1993
- DNA², 1993–1994
- Tanpenshuu Zetman, 1994
- I"s, 1997-2000
- Zetman, 2003
- M, 2005

## Filmografia[6]
- Iria: Zeiram the Animation, OVA, 1994 – projekty postaci
- Video Girl Ai, film, 1991 – scenariusz
- Tiger & Bunny, serial telewizyjny, 2011 – projekty postaci